# Aeroport de Vigo
L'Aeroport de Vigo (codi IATA: VGO, codi OACI: LEVX), antigament conegut com a Aeroport de Peinador, és a 9 quilòmetres del centre de Vigo (Pontevedra), a la localitat de Peinador, en terrenys dels municipis de Mos, Redondela i Vigo.

## Història
L'aviació va fer la seva aparició a Vigo el 1911 amb un espectacle aeri del francès Jules Verdines. Després es van celebrar dues festes més el 1913 a Coia i el 1919 a la platja de Panxón, a Nigrán.
Fins als anys 20 no es proposa amb fins comercials. En aquella època, Vigo va ser l'últim port europeu utilitzat pels vaixells de vapors amb origen i destinació a Sud-amèrica, que transportaven la correspondència. Per això, la Comissió Tècnica de Correu Aeri va establir una ruta Madrid-Salamanca-Porto-Vigo que, això no obstant, mai va arribar a adjudicar-se.
El 1927, el Govern va considerar d'interès general la construcció d'un aeròdrom de caràcter aduaner a Galícia. Al mateix temps, el port de Vigo va ser habilitat per a l'hidroaviació. El març de 1929, es va obrir al tràfic aeri oficial per a l'hidroaviació el port marítim i la badia de Vigo. Com a complement a aquestes instal·lacions, es va decidir construir un aeroport marítim a la platja de Cesantes, al municipi de Redondela.

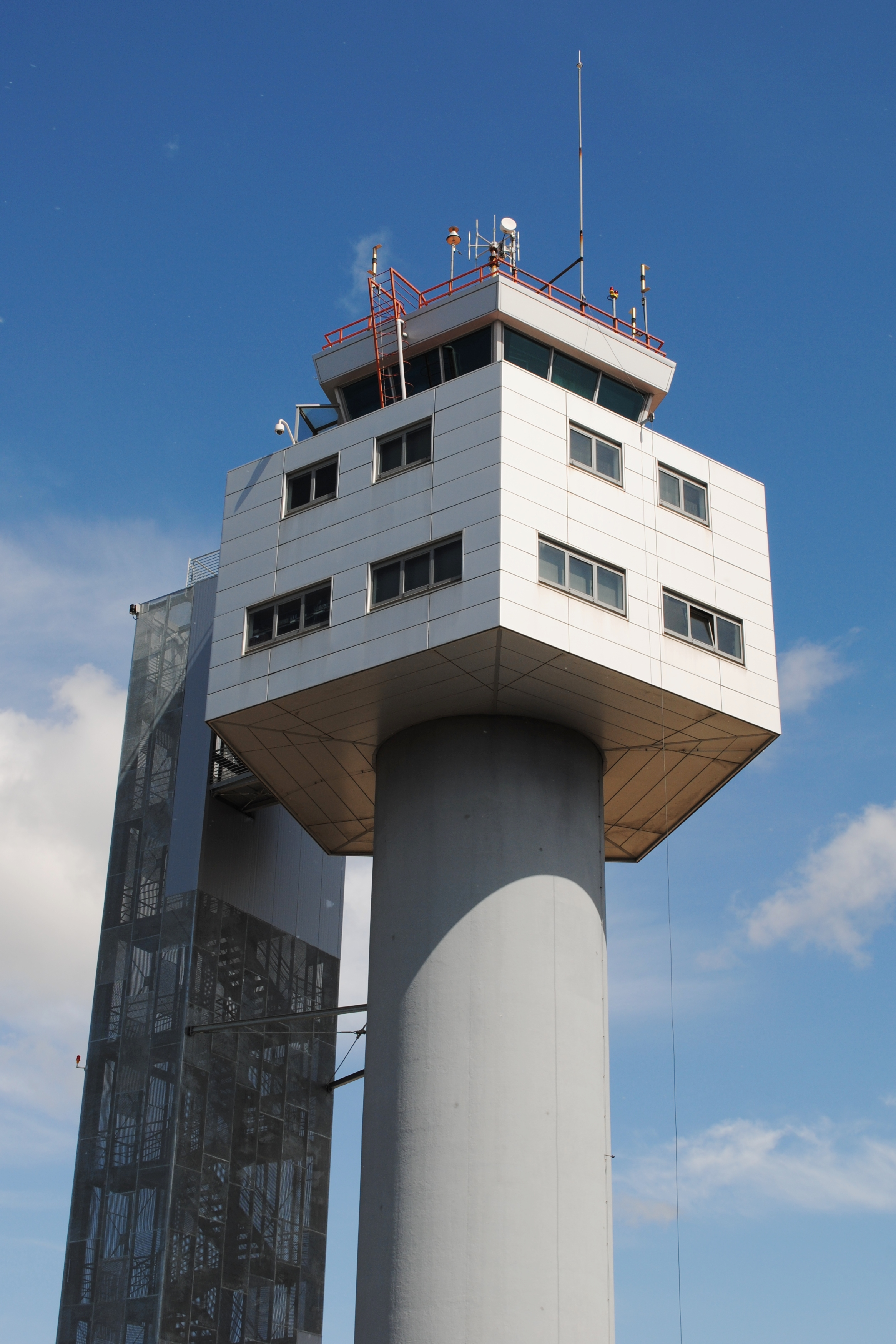
Torre de control

Alhora, el projecte d'aeròdrom terrestre seguia en curs en els terrenys de Peinador. L'ajuntament de Vigo, amb el suport d'empreses locals, va impulsar les obres però la falta de fons va obligar a la prestació gratuïta de serveis per part dels veïns de Vigo, Lavadores i Mos.
L'establiment de la línia regular al veí aeroport de Santiago el 1937 va relegar a un segon pla la necessitat de l'aeroport de Vigo i les obres es van paralitzar. Tot i així, gràcies a l'obstinació de l'ajuntament, el Ministeri de l'Aire va tornar a fer-se càrrec d'elles el 1940.
Finalment, l'aeroport es va construir entre 1947 i 1952. El 20 d'abril de 1954, amb les instal·lacions complementàries encara en obres, es va obrir al tràfic aeri civil, nacional i internacional. L'aeroport disposava d'una pista de 1.500 metres. Cinc dies després hi va aterrar el primer avió de la companyia Iberia inaugurant així la línia Vigo-Madrid.

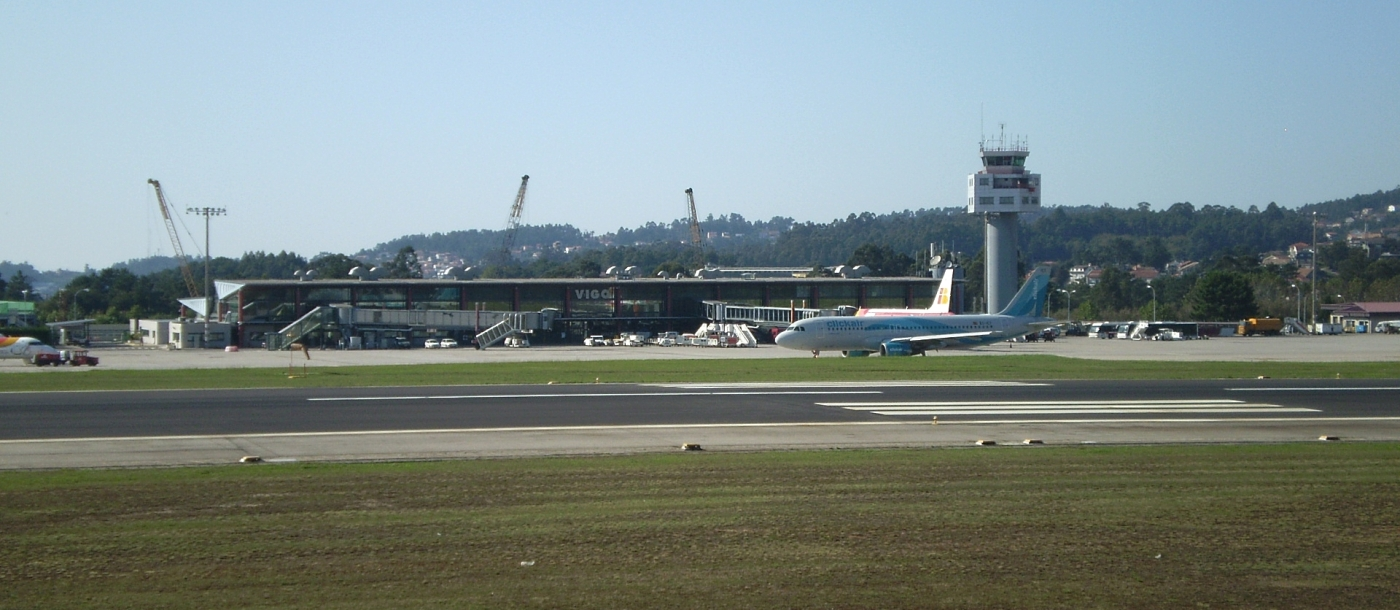
Terminal de l'aeroport.

L'aeroport es va reformar als anys seixanta. El 1973 es va construir la torre de control, un any després el nou edifici terminal de passatgers i el 1975, la central elèctrica. El 1976 es va ampliar la plataforma d'estacionament i el seu enllaç amb la pista de vol. Els anys següents es va ampliar a la pista per permetre les operacions d'avions reactors DC-9. Gràcies a això, el novembre de 1981 va rebre el primer vol internacional.
El 21 de març de 1994 un avió DC-9 de la companyia Aviaco procedent de Madrid va aterrar uns 75 metres abans del començament de la pista però no hi va haver víctimes mortals.
El 1995 es va construir la nova terminal i es va ampliar la plataforma. El 2004 va entrar en funcionament el Sistema Instrumental d'Aterratge (ILS) de categoria II/III, convertint-se en el cinquè aeroport de la xarxa d'Aena en disposar d'aquest avançat sistema tecnològic que permet operar els avions en condicions de baixa visibilitat i reduir significativament els desviaments i cancel·lacions produïts per condicions meteorològiques adverses, com la boira.

## Aerolínies i destinacions
- Air Europa: Madrid-Barajas, Tenerife Sud
- Air Europa: Madrid-Barajas
- Air Nostrum: Bilbao, Gran Canària (estacional), París, Madrid-Barajas, Tenerife Nord (estacional).
- Iberia Express: Madrid-Barajas, Palma (estacional).
- Vueling: Barcelona.

## Estadístiques
Entre els anys 1997 i 2007, l'aeroport de Vigo va experimentar un gran creixement, arribant quasi a triplicar el nombre de passatgers que passen a l'any per l'aeroport.
| 1997    | 1998    | 1999    | 2000    | 2001    | 2002    | 2003    | 2004    | 2005      | 2006      | 2007      | 2008      | 2009      | 2010      | 2011    | 2012    |
| ------- | ------- | ------- | ------- | ------- | ------- | ------- | ------- | --------- | --------- | --------- | --------- | --------- | --------- | ------- | ------- |
| 555.428 | 582.679 | 621.488 | 721.608 | 790.540 | 778.861 | 840.013 | 911.975 | 1.108.720 | 1.188.046 | 1.405.968 | 1.278.762 | 1.103.291 | 1.093.201 | 976.152 | 828.720 |

## Com arribar a l'aeroport
L'aeroport de Peinador està connectat amb la ciutat de Vigo a través de la línia C9A de Vitrasa, amb una freqüència de 30 minuts cada dia. Aquesta línia té parades a Jenaro de la Font, Urzáiz, Colom, Policarpo Sanz i Praza d'Amèrica, des d'on es pot fer transbords a qualsevol part de la ciutat de Vigo.
Preu: 1,32 € (bitllet ordinari)